# 鞍形花蟹蛛
鞍形花蟹蛛（学名：Xysticus ephippiatus）为蟹蛛科花蟹蛛属的动物。分布于朝鲜、日本、蒙古、俄罗斯以及中国的吉林、内蒙古、辽宁、新疆、甘肃、河北、山西、陕西、山东、湖北、湖南、江西、安徽、江苏、浙江、西藏等地，主要栖息于草丛、灌木丛、茶园以及农田常见种。